# Veselí nad Moravou
Veselí nad Moravou (německy Wessely an der March) je město v okrese Hodonín v Jihomoravském kraji. Leží na řece Moravě, šestnáct kilometrů jihozápadně od Uherského Hradiště a 25 kilometrů severovýchodně od Hodonína. Žije zde přibližně 11 tisíc obyvatel. Jeho historické jádro je městskou památkovou zónou. Veselí nad Moravou je obcí s rozšířenou působností pro dalších 21 obcí okresu Hodonín, jeho správní obvod tvoří nejvýchodnější výběžek Jihomoravského kraje.

## Geografie
Město leží v Dolnomoravském úvalu po obou březích Moravy, převážně na levém. Většina území je rovinatá, na východ se mírně zvedá, nejvyšším bodem je Radošov (246 m) na jihovýchodním okraji katastru. Z hlavního toku Moravy se ve Veselí odpojuje samostatný úsek Baťova kanálu, po západní hranici vede rameno Nová Morava, na severovýchodě teče potok Svodnice (od Blatnice), jihovýchodem katastru protéká Kozojídka. Jedná se o vinařské město ve vinařské oblasti Morava, podoblasti Slovácké (viniční tratě Borky, Třetí hony, Pod Radošovem, Lišky).
Veselí je součástí slovácké konurbace podél silnice I/55, na jeho zástavbu přímo navazují Vnorovy na jihozápadě a Uherský Ostroh (ležící už ve Zlínském kraji) na severovýchodě. Spolu s Ostrožskou Novou Vsí má tento souvisle urbanizovaný pás asi 22 tisíc obyvatel.
Sousedními obcemi sídla jsou Uherský Ostroh, Hroznová Lhota, Lipov, Moravský Písek, Kozojídky, Blatnice pod Svatým Antonínkem, Vnorovy a Bzenec.

## Historie

### Středověk
Původní veselská osada ležela na levém břehu řeky Moravy při dopravní cestě podél toku řeky. Tato cesta byla nazývána "svobodná cesta královská". Původní veselský hrad, v podstatě vodní pevnost, měl za úkol zabezpečovat přechod na pravou stranu řeky po písečné lavici směrem k Písku. Je pravděpodobné, že veselská vodní pevnost byla v 11. století jednou z uherských pohraničních pevností podél řeky Moravy, v místech častých střetů mezi českými a uherskými vojsky. Po ovládnutí kraje českými panovníky byla stejně jako další hrady a města při řece Moravě (např. Hradiště, Strážnice aj.) záštitou proti nájezdům z východu. Pevnost veselského hradu je doložena zprávami o jeho obléhání a dobývání v roce 1315 vojsky Jana Lucemburského zpět pro český stát od uherského magnáta Matúše Čáka Trenčanského. Hrad byl v té době pravděpodobně opevněn kamennou zdí nebo vysokým hliněným náspem, zpevněným dřevěnou konstrukcí. 
Prvním písemně doloženým držitelem Veselí byl komorník břeclavského kraje z let 1248 až 1259 Sudomír. Byl zván po Veselí na listině Přemysla Otakara II. z 21. srpna 1261. Po smrti Sudomíra bylo Veselí dále v soukromých rukou, snad Sudomírových potomků. Svědčí o tom snad i název zaniklé osady Sudomírky, název dnešní ulice, i jméno nedaleké vesnice Sudoměřice. Po vymření Přemyslovců (1306) není majitel několik desítek let znám. Kolem poloviny 14. století byli držiteli Vartenberkové, po nich od druhé poloviny tohoto století Šternberkové. Pravděpodobně Petr ze Šternberka založil v druhé polovině 14. století na ostrově před hradem město.
Označení „město“ – civitas – je pro Veselí doložen v roce 1396. Jeho jádrem bylo dnešní Bartolomějské náměstí a vedle významu vojenského k jeho založení přispěl i význam obchodní, tj. potřeba oživení ruchu na uherské cestě. Od této doby existovaly obě části – samotné město Veselí i starší Předměstí Veselí – vedle sebe jako dva samostatné a samosprávné celky. Od roku 1423 se stalo Veselí prostředkem uplácení císaře Zikmunda. Ten pobýval na veselském hradě i se svou chotí prokazatelně dvakrát v dubnu roku 1422 při tažení proti jednomu ze dvou zdejších středisek husitského hnutí v nedalekém Ostrohu (druhým střediskem byl tábor na ostrově u Nedakonic, který zanikl koncem roku 1421). V roce 1437 se domáhá dědických práv Zdeněk ze Šternberka, který však Veselí již v roce 1442 prodává. Od té doby docházelo k častým změnám majitelů veselského panství i ke změnám v jeho velikosti. 27. července 1469 došlo u Veselí k tzv. bitvě u Veselí nad Moravou, neúspěšnému střetu strážnického pána Jindřicha z Lipé s vojsky Matyáše Korvína, při kterém byl zajat na veselských loukách kníže Viktorin, syn krále Jiřího z Poděbrad. Avšak nejpozději v roce 1470 bylo Veselí opět v rukou krále Jiřího, který zde pobýval 6. srpna tohoto roku.

### Novověk
O rozvoj panství se zasloužil především Hynek Bilík z Kornic, za kterého došlo v letech 1526–1551 k největšímu rozvoji tradičního rybníkářství, doloženého už ve 14. století. Byl podle zprávy z roku 1535 stavebníkem jednoho ze dvou mostů nahrazujících dosavadní přívozy. Dochází rovněž k prvním přestavbám hradu na zámek. Hynek Bilík z Kornic je pohřben v tehdejším kostele svatého Bartoloměje na Předměstí (dnes kostel Panny Marie). Jako pevnost je pozdější zámek uváděn ještě v letech 1530 a 1562. Strategický význam hradu se udržel i po postupných úpravách a přestavbách na jednopatrový zámek až do 18. století. Od doby předbělohorské se plně rozvíjejí řemesla. Jsou to především hrnčíři, bednáři, koláři, podkováři, soukeníci, kožešníci, pekaři, řezníci, ševci, krejčí a další. Postupně jsou ustavovány jednotlivé cechy.
Od roku 1624, po konfiskaci majetku Vojsků z Bogdunčovic pro účast na českém stavovském povstání, po celé 17. století dochází ke sporům o držení veselského panství mezi potomky Tomáše Bosnyáka z Magyarbelu, Mikuláše Pazmáně z Panasu a Rottaly. 22. července 1707 koupili panství Maxmilián a Maxmiliána Želečtí z Počenic. Tito jsou zakladateli servitského kláštera s kostelem Svatých Andělů strážných. Po smrti jejich a Jana Felixe Želeckého, Maxmiliánova bratra, zdědili panství v roce 1731 Chorinští z Ledské.
Poslední z jejich rodu opustil veselský zámek až v dubnu 1945 a jeho potomci dodnes žijí ve Vídni. Za prvního z Chorinských, Františka Karla, byl postaven ve městě nový kostel sv. Bartoloměje, vysvěcený 8. září 1741. Jeho syn, František Jan, provedl zásadní přestavbu zámku, upravil park a zahrady, vznikající už za Hynka Bilíka z Kornic. Starší bratr Františka Jana, Matěj František (1720–1786), byl prvním biskupem brněnským. Na kněze byl vysvěcen ve veselském kostele Svatých Andělů strážných 3. dubna 1743.

### Moderní doba
V roce 1879 byla postavena úzkorozchodná dráha (rozchod kolejí 790 mm) do Moravského Písku, roku 1881 upravená pro parní provoz. Byla využívána především pro hospodářskou činnost, ale i pro spojení s páteřní moravskou železniční tratí Vídeň–Krakov. (Drážka fungovala do roku 1944, v závěru války byla poničena a posléze rozebrána.) Další impuls všeobecnému rozvoji přinesla Vlárská dráha (Brno–Trenčianska Teplá), již standardní železnice, jejíž propojení z Bzence do Kunovic přes Veselí bylo dokončeno roku 1887. Vznikají nové pracovní příležitosti, rozvíjí se činnost spolková a vůbec společenský a kulturní život. 
Upřesňující označení, to je Veselí nad Moravou, bylo poprvé použito v roce 1883 a ustálilo se pro název železniční stanice (kterou bylo třeba odlišit zejména od českého Veselí nad Lužnicí). Název se začal používat všeobecně, i když k úřednímu spojení dosavadních částí města došlo až 27. června 1919. Tehdy bylo spojeno Předměstí, Město a Židovská obec.
V roce 1891 je na veselskou stanici Vlárské dráhy napojena trať Veselí–Kúty (s odbočkami na Hodonín) a v roce 1927 Veselí–Myjava (roku 1929 protažená do Nového Mesta nad Váhom). Veselí nad Moravou se tak stalo regionálně významným železničním uzlem, kde projížděly a stavěly i celostátní rychlíky.
Zemská regulační správa, zřízená ve Veselí-Předměstí v roce 1911, začala se systematickou regulací řeky Moravy, dokončovanou zejména v letech 1926–1936. V těchto letech byl vybudován závlahový systém luk a zprovozněn tzv. Baťův plavební kanál. V roce 1913 byl starý mlýn u zámku přestavěn Bedřichem Chorinským na elektrárnu. (Vodní mlýny jsou doloženy ve Veselí již od středověku.) V roce 1919 byl založen dřevařský podnik Beer a Žádník, vyrábějící od roku 1925 nábytek, jehož výroba pokračuje dodnes v podniku Venaz. Od roku 1926 je bratry Reichsfeldovými zahájena výroba obuvi, pokračující nepřetržitě také i dnes. Od 10. června do 29. července 1930 ve Veselí nad Mor. Mezinárodní Škola umění (International School of Art) uspořádala kurs pro studium lidového umění, kterého se zúčastnilo 28 amerických učitelek a národopisných pracovnic. Tento kurs se konal i po následující tři roky. 
Vedle činnosti hospodářské je třeba vzpomenout i záslužné činnosti veselských učitelů Andělína Odstrčila a Josefa Homoly, kteří měli hlavní zásluhu na vzniku muzejní společnosti v roce 1906 a později na otevření první muzejní expozice 2. května 1910. K poznání života ve Veselí přispěla i učitelka Marie Šantrůčková. O dobudování škol a jejich rozvoj se nejvíce zasloužil řídící učitel Julius Christin, s jehož osobou je spjato zřízení měšťanské školy v roce 1906 a první mateřské školy v r. 1902. Redaktorem publikace "Městys Předměstí Veselí - jeho minulost a přítomnost", vydané ve Veselí v roce 1913 při příležitosti povýšení Předměstí na městys, byl řídící učitel Jan Langášek. Podobně jako on byl později jedním z autorů dosud největší knižní publikace o Veselí ředitel měšťanské školy Bohumil Němeček.
Za druhé světové války bylo Veselí jedním z východisek pro útěk mnoha významných osobností, včetně vojenských, na Slovensko, tzv. "generálská linka". Převodů se zúčastnili i veselští občané, z nichž mnozí svoji aktivitu zaplatili životem, např. Jan a Jaroslav Andrýskovi, MUDr. Josef Hlobil a další. Město bylo osvobozeno 24. dubna 1945.
V letech 1949–1960 je Veselí okresním městem Gottwaldovského kraje. V roce 1950 je připojena obec Milokošť a v roce 1954 Zarazice, dnes obě již nedílně srostlé s vlastním Veselím. Administrativní reformou roku 1960 byl veselský okres opět zrušen a stal se součástí okresu Hodonín v Jihomoravském kraji.
Od roku 1961 je budován největší průmyslový podnik ve Veselí a v okolí – železárny. Roku 1965 začala výstavba panelového sídliště Hutník a v roce 1970 sídliště Chaloupky. 
Roku 2003 se Veselí nad Moravou stalo obcí s rozšířenou působností pro východní část okresu Hodonín. Téhož roku byla otevřena nová základní umělecká škola. V roce 2010 došlo k revitalizaci Bartolomějského náměstí a o čtyři roky později k rekonstrukci sportovní haly a výstavbě rozhledny Radošov. V roce 2012 pak zahájilo vedení města diskusi o přestavbě městského centra za desítky miliónů korun.
Ve Veselí nad Moravou působí Římskokatolická farnost Veselí nad Moravou. Farní kostel sv. Andělů strážných je bývalý klášterní kostel řádu servitů z let 1717–1734. V současné době je farářem a současně děkanem P. Mgr. Andrzej Jan Bystrzycki.

## Obyvatelstvo

### Vývoj počtu obyvatel
| Rok            | 1869  | 1880  | 1890  | 1900  | 1910  | 1921  | 1930  | 1950  | 1961  | 1970   | 1980   | 1991   | 2001   | 2011   | 2021   |
| -------------- | ----- | ----- | ----- | ----- | ----- | ----- | ----- | ----- | ----- | ------ | ------ | ------ | ------ | ------ | ------ |
| Počet obyvatel | 4 677 | 4 894 | 5 120 | 5 542 | 5 676 | 5 795 | 6 250 | 6 237 | 7 387 | 10 512 | 12 464 | 12 516 | 12 256 | 11 266 | 10 355 |
| Počet domů     | 830   | 905   | 958   | 966   | 1 056 | 1 080 | 1 355 | 1 521 | 1 612 | 1 730  | 1 669  | 1 772  | 1 815  | 1 932  | 1 949  |

## Samospráva
| 1919–1923 | Josef Heger (ČSNS)    |
| 1923–1927 | Karel Rajecký (ČŽOSS) |
| 1927–1931 | Josef Černůšek (ČSNS) |
| 1931–1943 | Josef Vajdík (ČSL)    |
| 1943–1945 | Štěpán Caletka (NS)   |

| 1990–1998  | Ing. Jaroslav Miklenda (nestr.)                  |
| 1998–2002  | Ing. Martin Bedrava (KDU-ČSL)                    |
| 2002–2006  | RNDr. Jaroslav Hanák (ČSSD)                      |
| 2006–2008  | Ing. Martin Bedrava (KDU-ČSL)                    |
| 2008–2010  | RNDr. Jaroslav Hanák (ČSSD)                      |
| 2010–2018  | Ing. Miloš Kozumplík (ODS)                       |
| 2018–dosud | JUDr. PhDr. Petr Kolář, Ph.D. (nestr. za TOP 09) |

V současné době se koalice skládá ze tří stran, a to kandidátky s názvem „Společně pro Veselí - veselská TOP 09 a nezávislé osobnosti“, ODS a Pro:Veselí a KDU-ČSL. Starostou města byl zvolen JUDr. PhDr. Petr Kolář, Ph.D. (nestr. za TOP 09), 1. místostarostou pak Tomáš Nekarda (ODS) a 2. místostarostou Ing. Mgr. Petr Kolařík, Ph.D. (KDU-ČSL).

## Městská správa

### Části města
- Milokošť (k. ú. Veselí nad Moravou na pravém břehu)
- Předměstí (k. ú. Veselí nad Moravou na levém břehu Moravy)
- Zarazice

### Městské symboly
Znak a vlajka byly městu uděleny rozhodnutím předsedy Poslanecké sněmovny Parlamentu České republiky dne 14. června 2000.

## Doprava
Veselí nad Moravou leží na železničních tratích: Vlárská dráha, Rohatec – Veselí nad Moravou, Veselí nad Moravou – Nové Mesto nad Váhom. Na území města se nacházejí železniční stanice a zastávky Veselí nad Moravou, Veselí nad Moravou-Milokošť a Veselí nad Moravou-Zarazice. Město obsluhují vlakové spoje linek S6, S91 a R56 a autobusové spoje linek 910, 911, 930, 931, 932, 933, 934 a Z956, ty jsou zaintegrovány v IDS JMK. Městem procházejí silnice I. třídy I/54 a I/55.

## Pamětihodnosti
- Renesanční zámek na místě bývalého vodního hradu, přestavěný v 1. čtvrtině 19. století. V přilehlém anglickém parku o rozloze zhruba dvacet hektarů je pomník G. E. Laudona z roku 1789 a několik drobných staveb. Zámek je v soukromých rukou a bohužel je velmi zanedbaný a zchátralý. Z těchto důvodů není ani veřejnosti přístupný.
- Kostel svatých Andělů strážných s bývalým klášterem servitů na Masarykově třídě jihozápadně od centra. Barokní kostel z let 1714–1734, snad podle plánů Johanna Lucase Hildebrandta, je osmiboká stavba o rozměrech 42×12 metru se dvěma věžemi v průčelí a mohutnou střechou, zaklenutá oválnou kupolí bez lucerny.
- Gotický kostel Panny Marie u křižovatky Masarykovy a Svatoplukovy ulice z poloviny 13. století, přestavěn v letech 1771–1783.
- Barokní kostel svatého Bartoloměje z roku 1741 na Bartolomějském náměstí.
- Synagoga
- Židovský hřbitov u městského úřadu
- Rozhledna z roku 2014 na kopci Radošov
- Baťův kanál
- Náměstí Míru - v roce 2018 získalo úplně nový vzhled. Jeho podoba ještě není definitivní, ale už pár let je centrem veškerého kulturního a společenského dění ve Veselí nad Moravou. Od roku 2021 je zde unikátní kryté podium, které přitahuje i nejvíce pohledů a právě toto podium vytváří vhodné zázemí pro kulturní akce. Náměstí doslova zdobí plošný vodní prvek se třemi tryskami vody a liniový vodní prvek s tekoucí vodou lemující jižní část náměstí.
- Dům přírody Bílých Karpat - je od roku 2024 na Bartolomějském náměstí. Dům přírody je moderním návštěvnickým střediskem chráněné krajinné oblasti Bílé Karpaty, které bylo postaveno na břehu řeky Moravy v historickém centru města Veselí nad Moravou. Najdete zde vše potřebné o přírodě Bílých Karpat a pak můžete směle vyrazit do terénu.
- Zámecký park - návštěva udržovaného a revitalizovaného parku rozhodně stojí za to. Nachází se zde kašna s vodotryskem, hudební pavilon, pomník generála Laudona či báječné přírodní bludiště. Prostřednictvím labyrintu si děti můžou vyzkoušet orientaci v prostoru a touhu po objevování. Odměnou je dřevěná rozhledna postavená na žulovém podstavci. Jsou zde taky naučné stezky, které ocení především rodiče s dětmi.

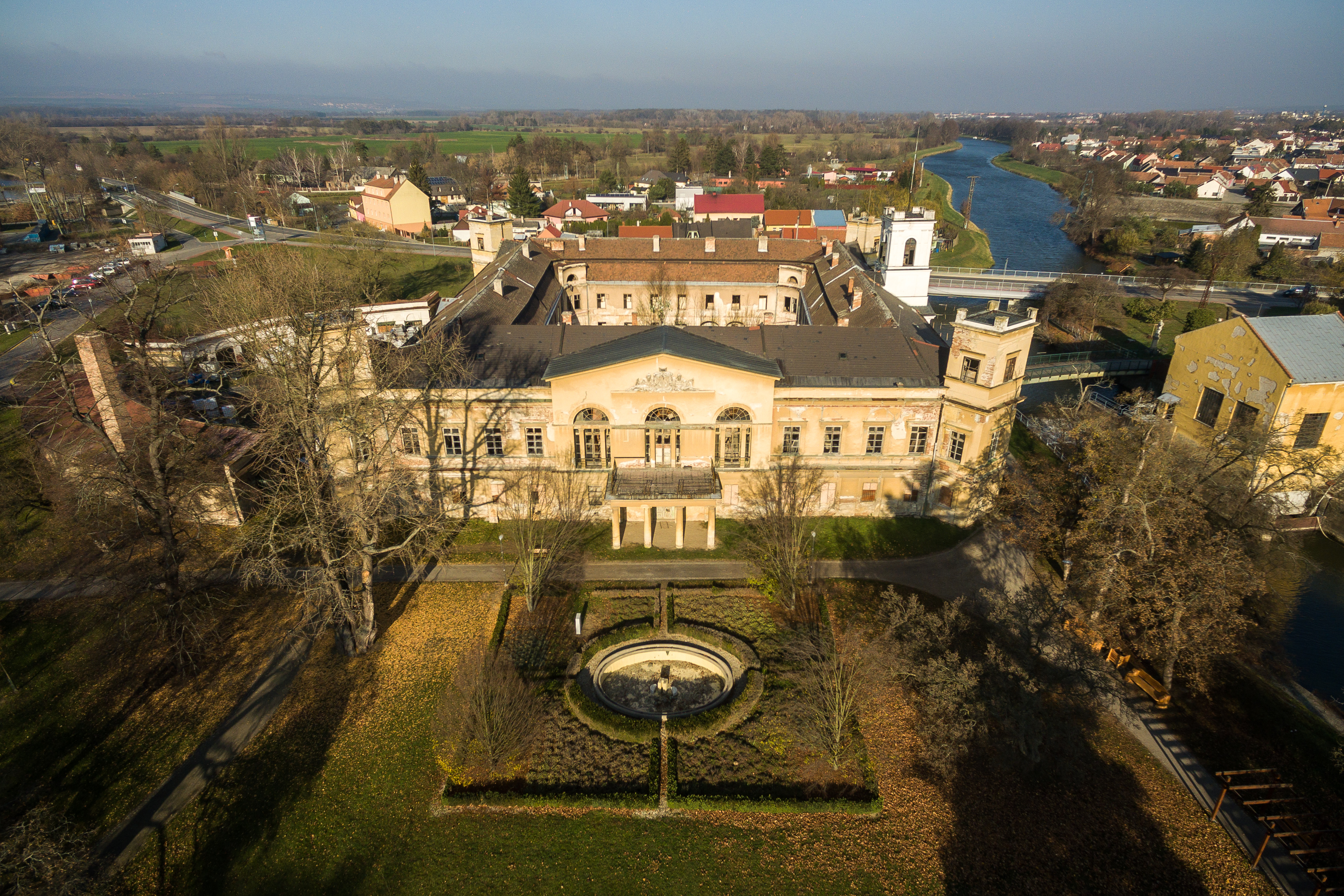
Veselský zámek
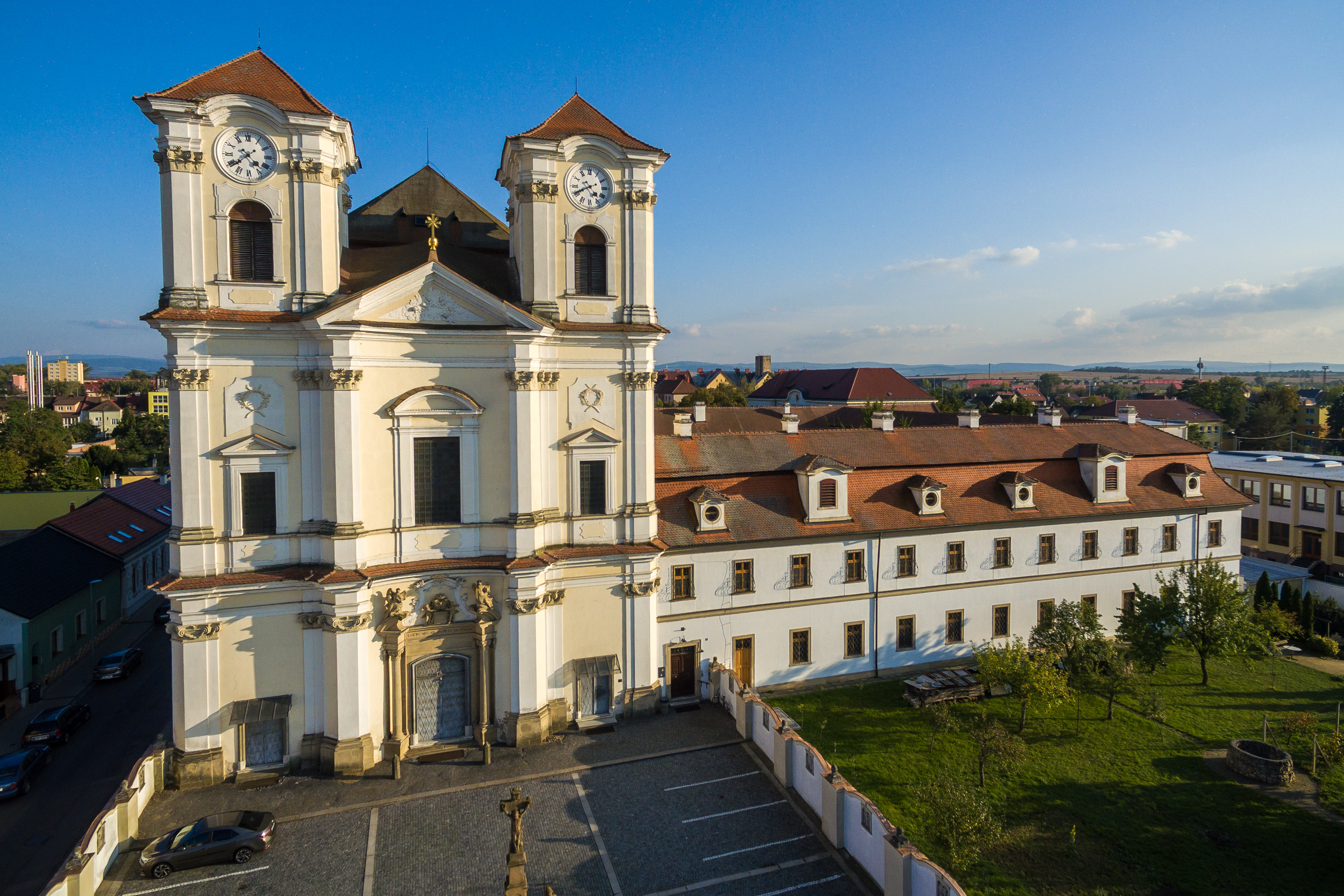
Kostel svatých Andělů strážných
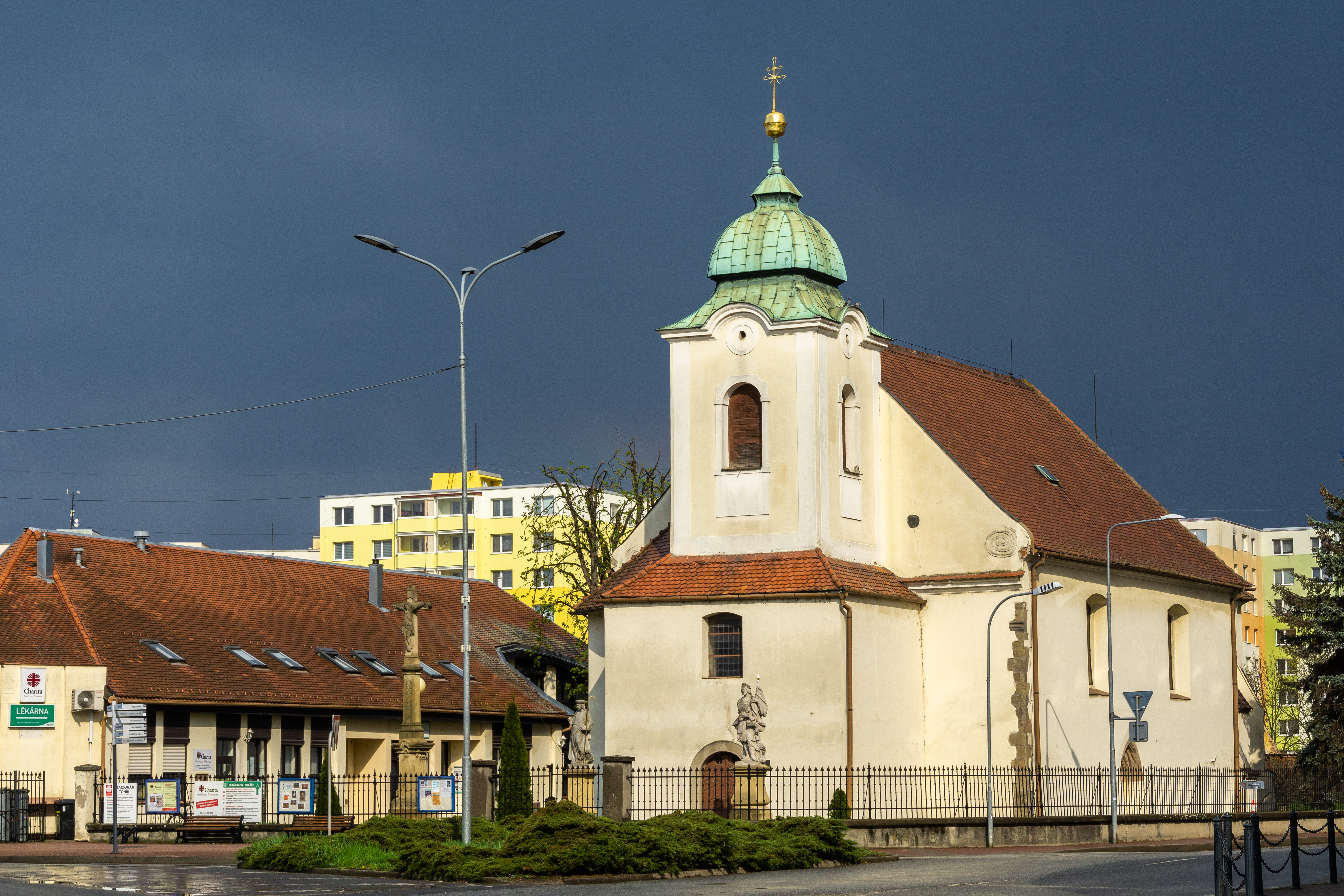
Kostel Panny Marie
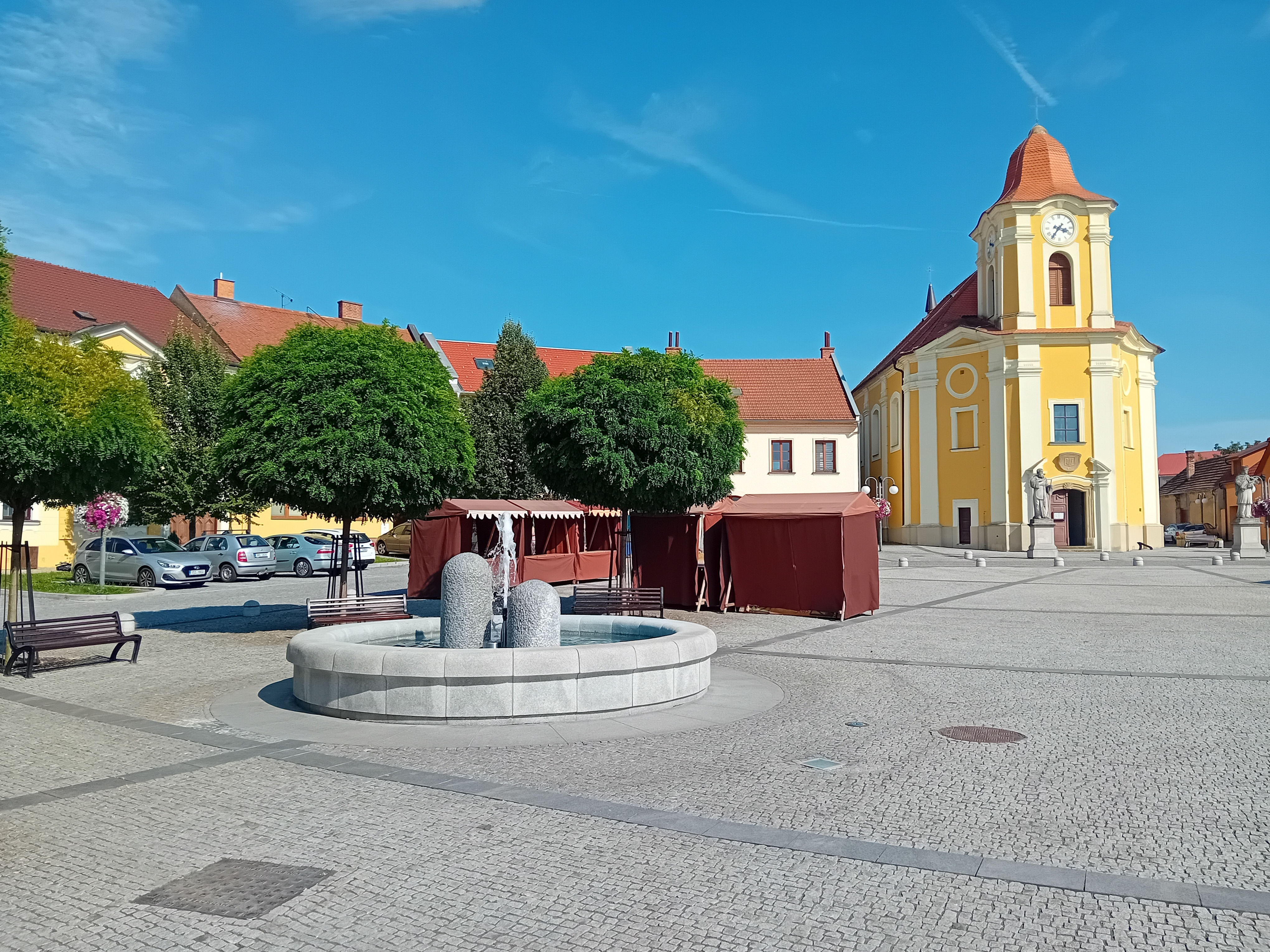
Bartolomějské náměstí s kostelem svatého Bartoloměje
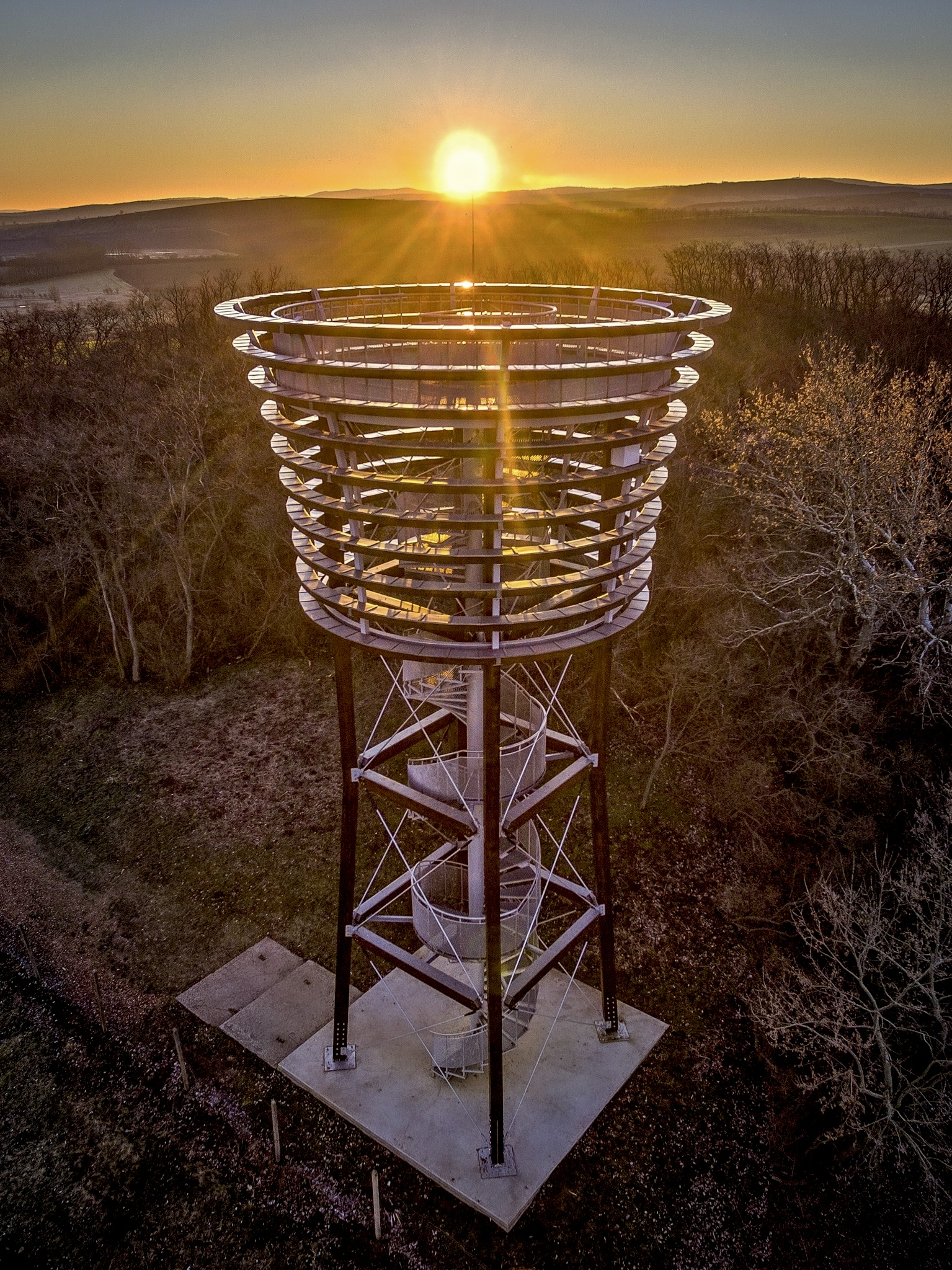
Rozhledna Radošov
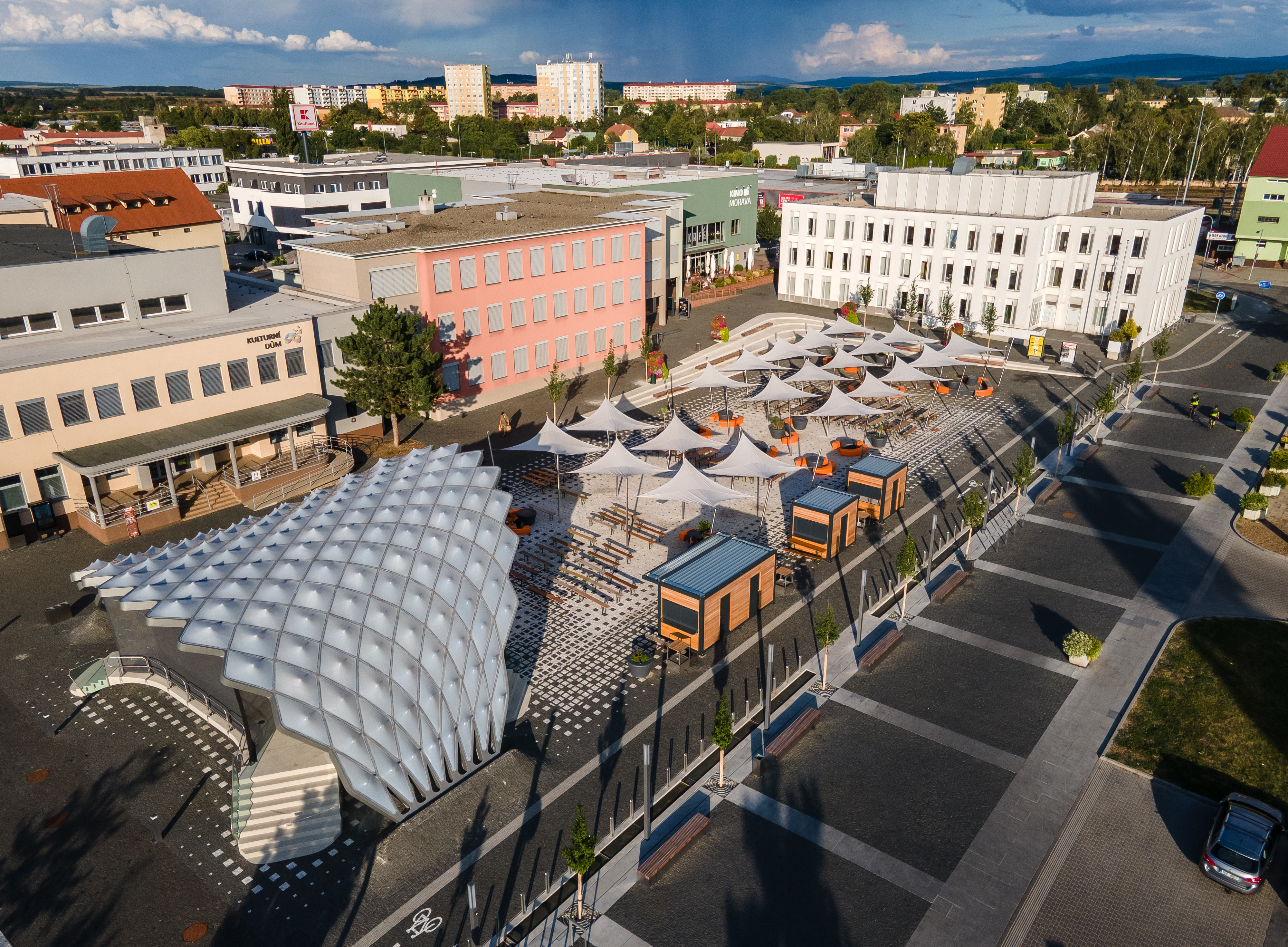
Náměstí Míru

## Baťův kanál

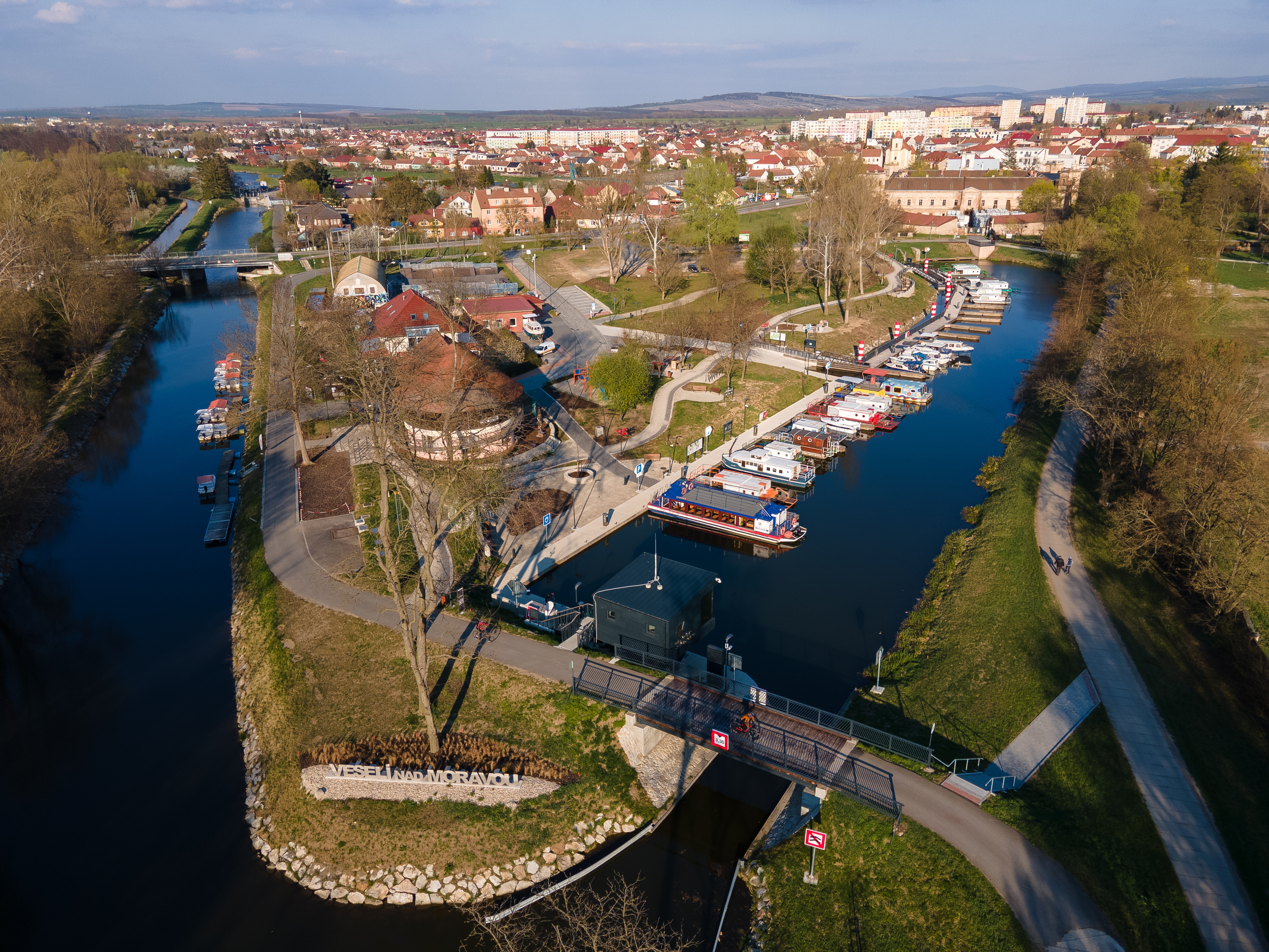
Přístav ve Veselí nad Moravou

Baťův kanál byl postaven v letech 1934–1938. Na území města Veselí nad Moravou je vodní cesta vedena jak korytem řeky Moravy, tak i uměle vybudovaným plavebním kanálem. Nachází se zde plavební komora (zdymadlo), která umožňuje plavidlům překonat výškový rozdíl hladin řeky Moravy a Baťova kanálu. 
Zajímavostí je, že v roce 1938 - 1939 na pozemcích hraběte Chorinského ve Veselí nad Moravou zimovala loď Mojena, která byla tažena proti proudu Dunaje a následně i Moravy a Baťovým kanálem do tehdejšího Baťova, nynějších Otrokovic. Loď Mojena byla první lodí na Baťově kanálu, která sloužila turistické plavbě od 13. srpna 1939.
V letech 1999–2000 zde byl vybudování první přístav na Baťově kanálu včetně přístavní budovy se sociálním zázemím a občerstvením. Výstavba byla financována z prostředků Programu EU Phare CBC (přeshraniční spolupráce). Investorem bylo město Veselí nad Moravou a partneři projektu byla města Skalica (SK) a Strážnice. Vybudování tohoto přístavu bylo jedním z hlavních impulzů rozvoje Baťova kanálu pro turistickou plavbu.
Během slavnostního zahájení plavební sezóny 1. května 2005 na Baťově kanálu bylo slavnostně otevřeno přístaviště u hvězdárny. Od té doby mají návštěvníci na lodích unikátní přístup do tohoto zajímavého objektu, kde probíhají zajímavá pozorování, přednášky, ale i odborná výuka pro návštěvníky z řad školáků.
Dne 9. června 2012 vydala Česká pošta známku v hodnotě 10 Kč, na které je zobrazen přístav Veselí nad Moravou. Známka byla slavnostně představena právě ve veselském přístavu za přítomnosti autorů známky – grafika pana Absolona a rytce pana Srba.
Opět 1. květen, tentokráte 2014 byl svědkem otevření rekonstruovaného skateparku v areálu přístavu, dále nového lanového centra včetně unikátní lanovky přes Baťův kanál, dále pak nového dětského hřiště, samostatně stojící budovy sprch a WC a také dílny na opravu lodních motorů. Součástí projektu byla rekonstruovaná loď Danaj, která byla v roce 2000 vyrobena jako první osobní loď speciálně na Baťův kanál. Jedná se o výsledek společného projektu města Veselí nad Moravou, B2B System s. r. o. a Baťův kanál, o. p. s.. Projekt byl spolufinancován z Programu MŠMT Cestování dostupné všem. V současné době Baťovým kanálem ve Veselí nad Moravou projede necelých 100 000 turistů ročně.
Na přelomu let 2017 a 2018 proběhla částečná rekonstrukce plavební cesty mezi Veselím nad Moravou a obcí Vnorovy.
V období 2019–2020 (duben) pokračovala výraznější rekonstrukce koryta Baťova kanálu v úseku mezi plavebními komorami Vnorovy I a Veselí nad Moravou. Zejména došlo k prohloubení profilu koryta a stabilizaci břehů pomocí opevnění lomovým kamenem.
V roce 2021 se dočkal revitalizace přístav ve Veselí nad Moravou, kde došlo k rozšíření přístavního bazénu a navýšení kapacity z původních 11 na 35 stání. Realizováno zde bylo první servisní centrum na Baťově kanále s možností odběru pohonných hmot. Funguje zde i půjčovna plavidel. 1. května roku 2024 se zde otevře nové parkoviště, dále nové moderní gastrocentrum ve tvaru lodi a  ubytovací zařízení budované soukromým investorem. 
Do budoucna čeká Baťův kanál ve Veselí nad Moravou rozsáhlá proměna, díky které se stane veselský přístav největším rekreačním přístavem v České republice. Vznikne zde plavební okruh, nové lodní zdvihadlo – v České republice unikátní technické řešení – krátký plavební kanál a navýšení kapacity stání pro lodě až na 80 míst. V přístavu je informační středisko, grilovací místo, kemp, dětské hřiště, workoutové hřiště, skatepark. 
Baťův kanál je lemován cyklostezkou, takže k přesunu po okolí stačí jízdní kolo. Stezka je dále napojená na cyklotrasy, které mohou turisty dovést třeba až do Chřibů, Bílých Karpat či Hostýnských vrchů. 
V přímé blízkosti Přístavu se nachází vícegenerační Lanové centrum. Bylo otevřeno v červnu 2023.  

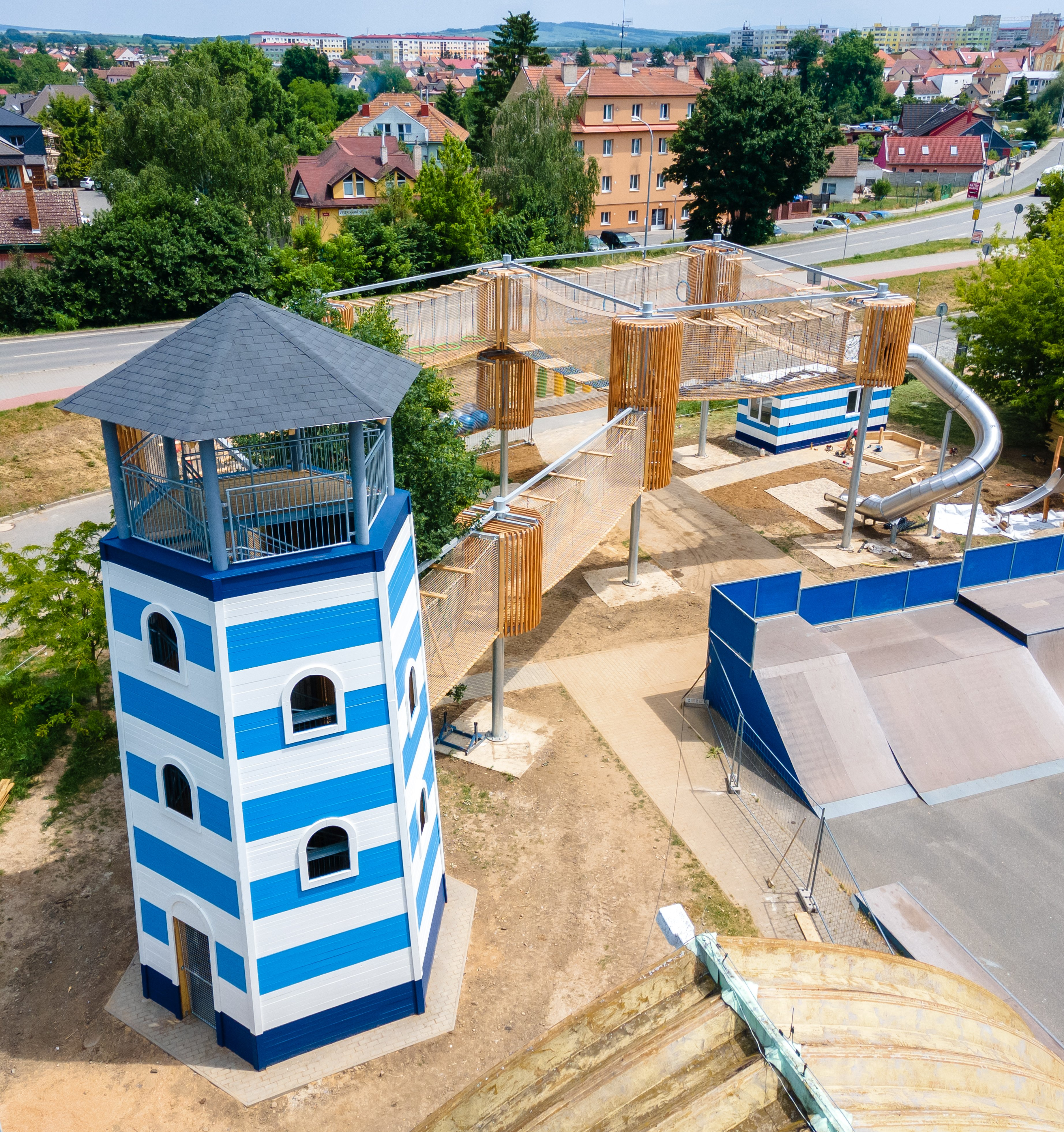
Lanové centrum ve Veselí nad Moravou

Lanové centrum je moderním 3D bludištěm, jehož dominantou je vyhlídková věž ve tvaru majáku. Návštěvníci u nás naleznou vysoké domečky válcového tvaru, z nichž vybíhají lávky chráněné sítěmi. Zábavné překážky mezi lávkami symbolizují vodní svět – proběhnout se můžete skrze lekníny, rybí hejno, chaluhy nebo rybářskou síť.  
Právě design atrakce zapadá do celého konceptu lokality přístavu Baťova kanálu. Zábavné centrum, za jehož podobou stojí brněnský ateliér UniPark, nabízí zajímavou adrenalinovou výzvu všem věkovým generacím. Určené je pro děti od 4 let, nosnost je ale uzpůsobená i pro dospělé, kteří si mohou celou atrakci s dětmi vyzkoušet. Výstavba vícegeneračního lanového centra byla finančně podpořena dotací v rámci Národního programu podpory cestovního ruchu v regionech z Ministerstva pro místní rozvoj.

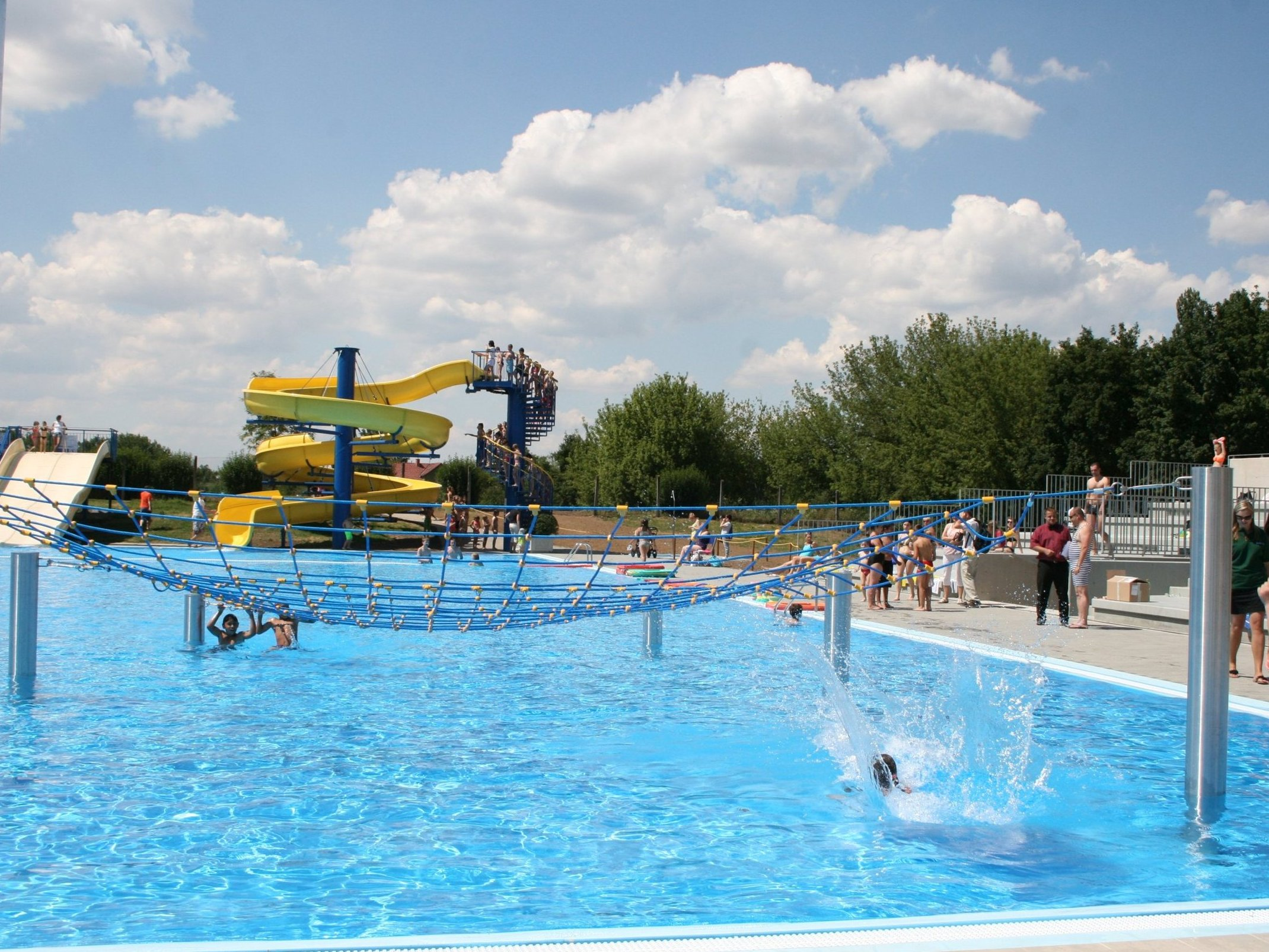
Koupaliště ve Veselí nad Moravou

Před několika lety prošlo rozsáhlou a několik let trvající rekonstrukcí koupaliště, které se nachází nedaleko Přístavu. Je vhodné pro všechny generace, naleznete zde velký bazén, brouzdaliště, minihřiště a hřiště na plážový volejbal. Vodní radovánky jsou zpestřeny pětapadesátimetrovým tobogánem a řadou dalších zábavných prvků – přibyly chrliče, plovoucí leknínové listy, prolézací síť či masážní trysky. Široká pergola umístěná přímo u hrany bazénu dopřává zastínění ploch v bezprostřední blízkosti vody.  Návštěvníkům slouží také nedávno vybudované šatny, bufety u plaveckého i neplaveckého bazénu. Nedávno přibyla také veřejná knihobudka.
Pro návštěvníky funguje elektronický čipový systém (náramkový čip slouží také jako klíč k šatní skříňce a jako platební nástroj k výpůjčce lehátka nebo slunečníku a k zakoupení občerstvení v areálu). 

## Kultura
Veselí nad Moravou patří mezi velmi kulturně aktivní města oblasti Moravského Slovácka. Působí zde Soubor lidových písní a tanců Radošov a také Dětský folklorní soubor Štěpnička, který čítá až 70 dětí. Folklórní soubory také doplňují dvě cimbálové muziky CM Radošov s primášem Radimem Havlíčkem a CM Fraj s primášem Karlem Sovišem.   
Město Veselí nad Moravou pořádá každý rok Mezinárodní dětský folklórní festival Štěpy, který je rozdělen do tří dnů. V prvním dnu se konají vystoupení pro základní a mateřské školy v okolí, druhý den se účastní všechny soubory „roztančené ulice“, což jsou animační vystoupení v různých místech našeho města. Třetí den festivalu je vždy hlavní program, kde vystupují všechny pozvané soubory k tématu festivalu.  
Další akcí, která má své místo každoročně v letních měsících a bývá hojně navštěvovaná, je přehlídka dechových hudeb - tzv. Veselský Ryneček. Příznivci dechovek si zde přijdou na své.
Každoročně se pak konají Andělské hody, a to na přelomu září a října. Je to slavnost založená na křesťanské tradici jako oslavení patronů místního kostela Sv. Andělů Strážných. Na tuto tradici se postupem času nabalily tradice spojené s folklorem. V pátek staví muži z hodové chasy na náměstí "Máju"a v sobotu projíždí městem krojovaná chasa na ozdobených vozech tažených koňmi a vyzvedává stárky.  Nechybí cimbálová a dechová muzika, zpívá se a tancuje. V neděli se toto veselí zakončí slavnostní mší svatou v již zmíněném kostele. 
Kulturní akce ve městě zajišťuje Veselské kulturní centrum nebo také Základní umělecká škola Veselí nad Moravou. Působí zde několik dechových hudeb.

## Sport

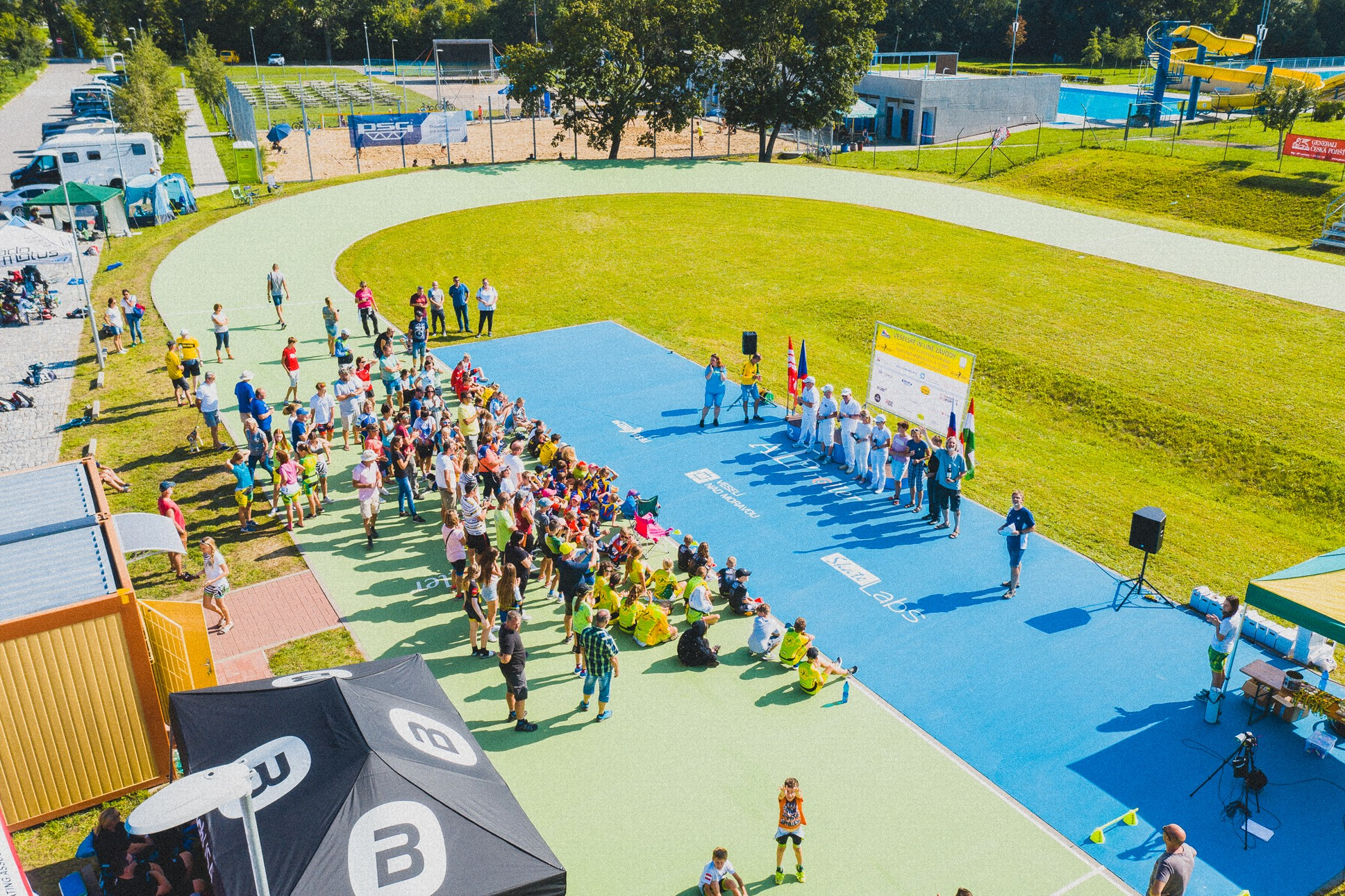
Inline závody

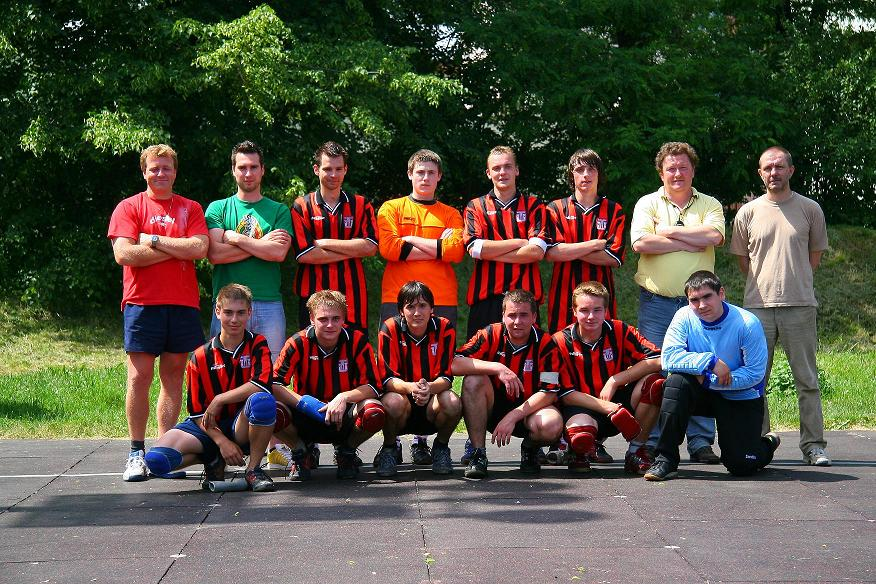
Tým NH Veselí nad Moravou

Sportovní chloubou města byly dlouho především házenkářky SHK Veselí nad Moravou. Mají na svém kontě tři tituly mistryň Česka (2006, 2009, 2011). Dvakrát též vyhrály český pohár (2009, 2011). V nejvyšší soutěži působily Veselanky od roku 1994. Slavnou éru ukončily ekonomické problémy akcelerované covidovou krizí - v roce 2020 se trojnásobné šampionky z nejvyšší soutěže odhlásily. Nyní působí ve třetí nejvyšší soutěži. Své domácí zápasy hrají ve Sportovní hale Kollárova.
Mezi další sportovní kluby ve městě patří FC Veselí nad Moravou, Florbalový klub Black Bears Veselí nad Moravou, klub amatérských hokejistů HC Mullets Veselí nad Moravou působící v SAHL (Slovácká amatérská hokejová liga), klub kanoistů nebo juda. 
V poslední době se rozmáhá in-line bruslení a k tomu má klub unikátní dráhu se speciálním povrchem. Závodí tady skuteční mistři v in-line bruslení. 

## Osobnosti
- Alena Bartošíková (* 1943), spisovatelka
- František Čech (1928–1995), divadelní režisér
- Eduard Farda (1914–1961), fotbalista a hokejista
- Vladimír Groš (* 1946), keramik, rodák z Uherského Hradiště žijící ve Veselí[15][16][17]
- Richard Hála (* 1992), kanoista[18][19]
- Květoslav Hána (* 1937), vytrvalostní běžec a mistr světa, rodák ze Svatobořic žijící ve Veselí[20][21]
- Martin Hrbáč (* 1939), folklórní muzikant
- Jaroslav Jakubíček (1929–2000), hudební skladatel
- Alois Menšík (1942–2019), kytarista a loutnista[22][23]
- František Olejník (1944–2018), pedagog, dlouholetý trenér národní házené, rodák z Kněždubu[24][25]
- Břetislav Rychlík (* 1958), herec a dokumentarista
- Vladimír Salčák (1936–2013), textař, moderátor a publicista, rodák z Petrova u Strážnice[26][27]
- Fred Sersen (1890–1962), výtvarník, dvojnásobný držitel Oscara (Ceny Akademie) za filmové efekty
- Jaroslav Smutný (1934–2022), folklorista, hudebník
- František Šíma († 2015), fotograf[28][29]
- Josef Tomeček (1929–1982), výtvarník, spoluzakladatel Skupiny pěti
- Jindřich Trachta, spolupracovník J. A. Bati a starosta brazilského města Batayporã
- Jaroslav Válek (* 1954), umělecký kovář, rodák z Uherského Hradiště žijící ve Veselí[30][31]
- Otakar Weber (1924–2018), zakladatel a propagátor vodního slalomu[32]
- Josef Zimovčák (* 1956), silniční cyklista, rodák z Příbrami žijící ve Veselí[33]
- Ludvík Ehrenhaft (1872-1955), český malíř židovského původu

## Ohlasy v umění
Ve Veselí nad Moravou v domě na rohu ulice Ludvíka Ehrenhafta žila od svatby až do smrti prababička spisovatelky Pavly Horákové Kateřina Jakubíčková, rozená Benedíková. Její zapsané vzpomínky spisovatelka využila pro nefabulované části románu Srdce Evropy. V domě se narodily všechny ve vzpomínkách zmiňované Kateřininy děti, i nejmladší syn Jaroslav Jakubíček.

## Partnerská města
- Malacky, Slovensko
- Żnin, Polsko